# Prolobus
Prolobus là một chi thực vật có hoa trong họ Cúc (Asteraceae).

## Loài
Chi Prolobus gồm các loài: